# Lanaye
Lanaye (en neerlandès Ternaaien, en való Li Nåye) és una nucli de la ciutat de Visé, a la província de Lieja de la regió valona de Bèlgica, regat pel Mosa, el canal Albert i el canal de Lanaye

## Història

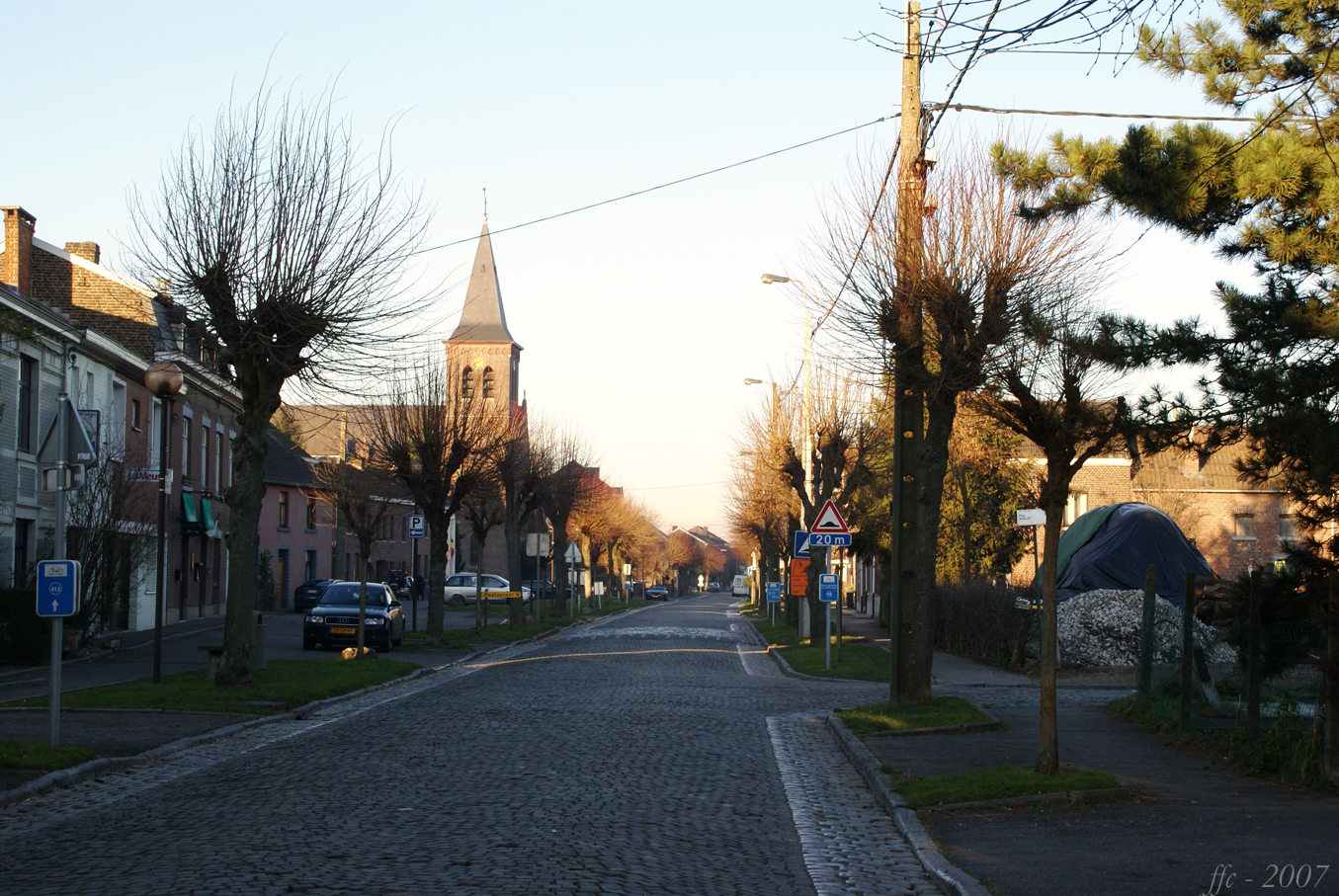
Rue du Village o carrer Major de Lanaye

Fins a la fixació de la frontera lingüística el 1963, Lanaye, que era un municipi independent, pertanyia a la província de Limburg. El nucli Petit Lanaye (en neerlandès Klein Ternaaien), prop de la frontera neerlandesa, que tenia una majoria de parla neerlandesa, no va integrar-se al municipi flamenc Kanne, malgrat el projecte inicial.
El 1977, Lanaye va fusionar amb la ciutat de Visé.

## Economia i turisme
El poble força enclavat entre el Mosa, els canals i la frontera amb els Països Baixos és més conegut per a les rescloses entre el canal Albert i el canal de Lanaye. És un poble dormitori força tranquil. Hom hi trobarà el museu del Mont Sant Pere a l'antiga casa de la vila, que forma una bona preparació per a la visita del parc natural transfronterer del dit mont.

## Galeria

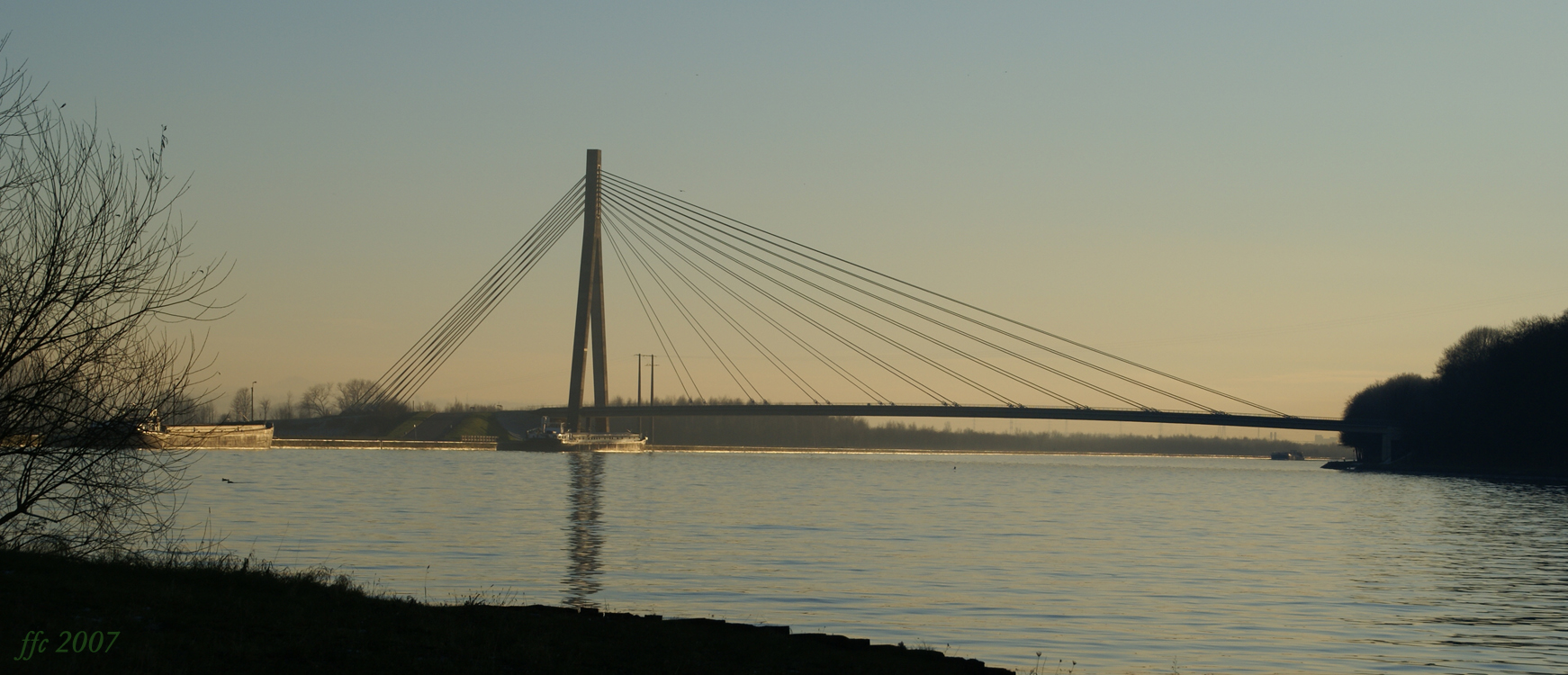
El pont de Lanaye al Canal Albert
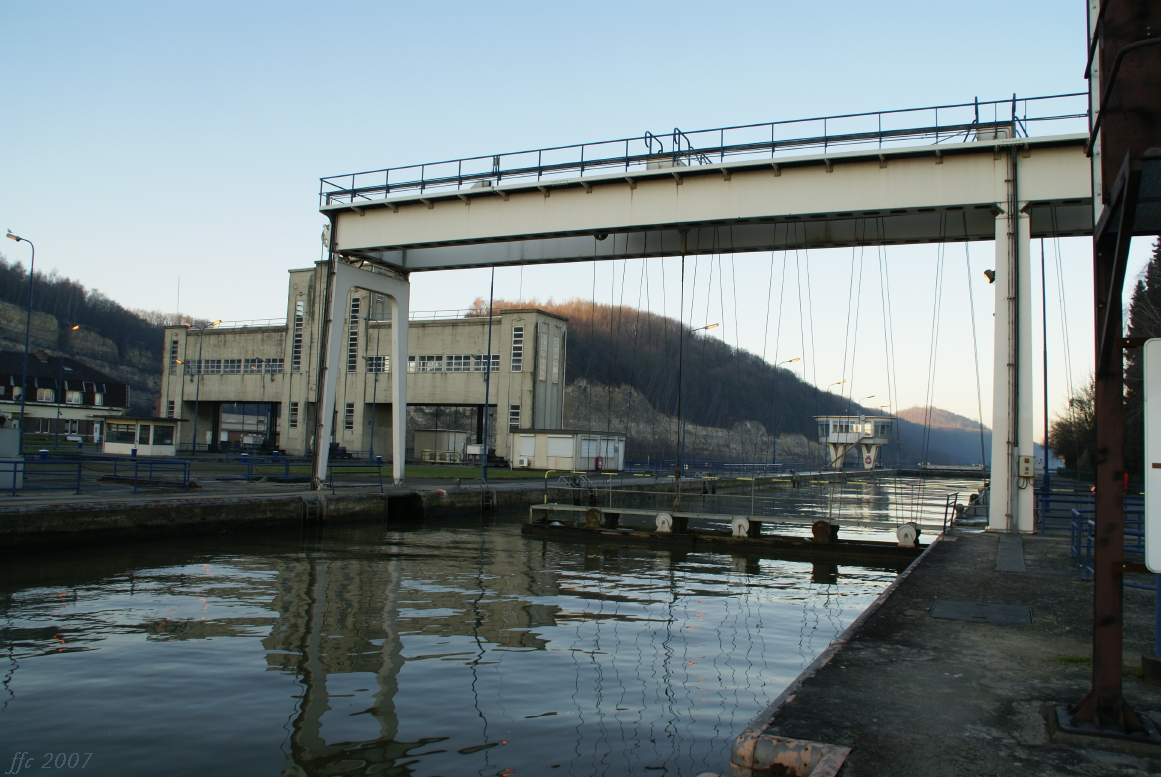
La resclosa 3 de 1961 (al primer pla) i les rescloses 1 & 2 de 1936
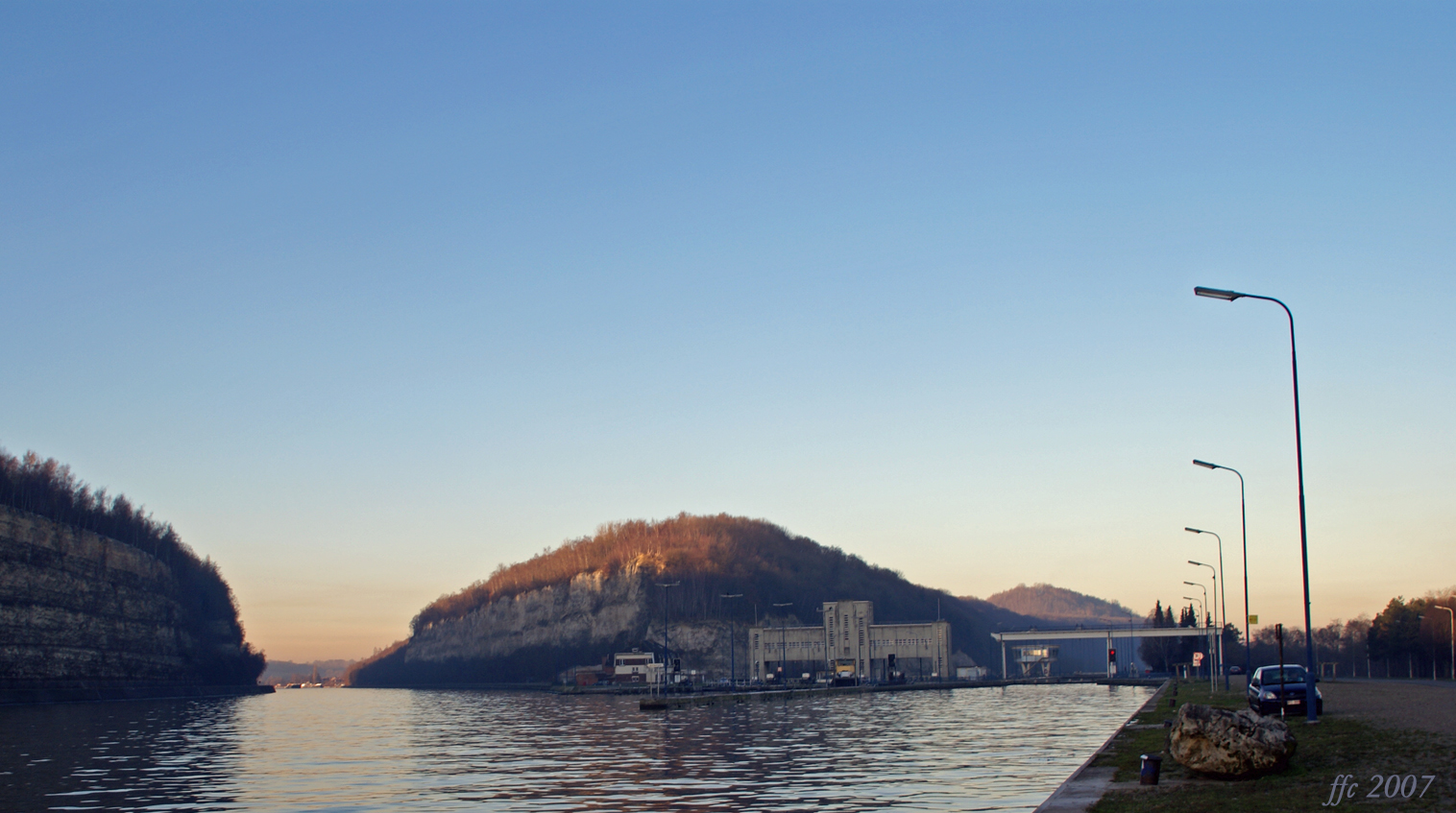
Aiguabarreig dels canals Albert i de Lanaye
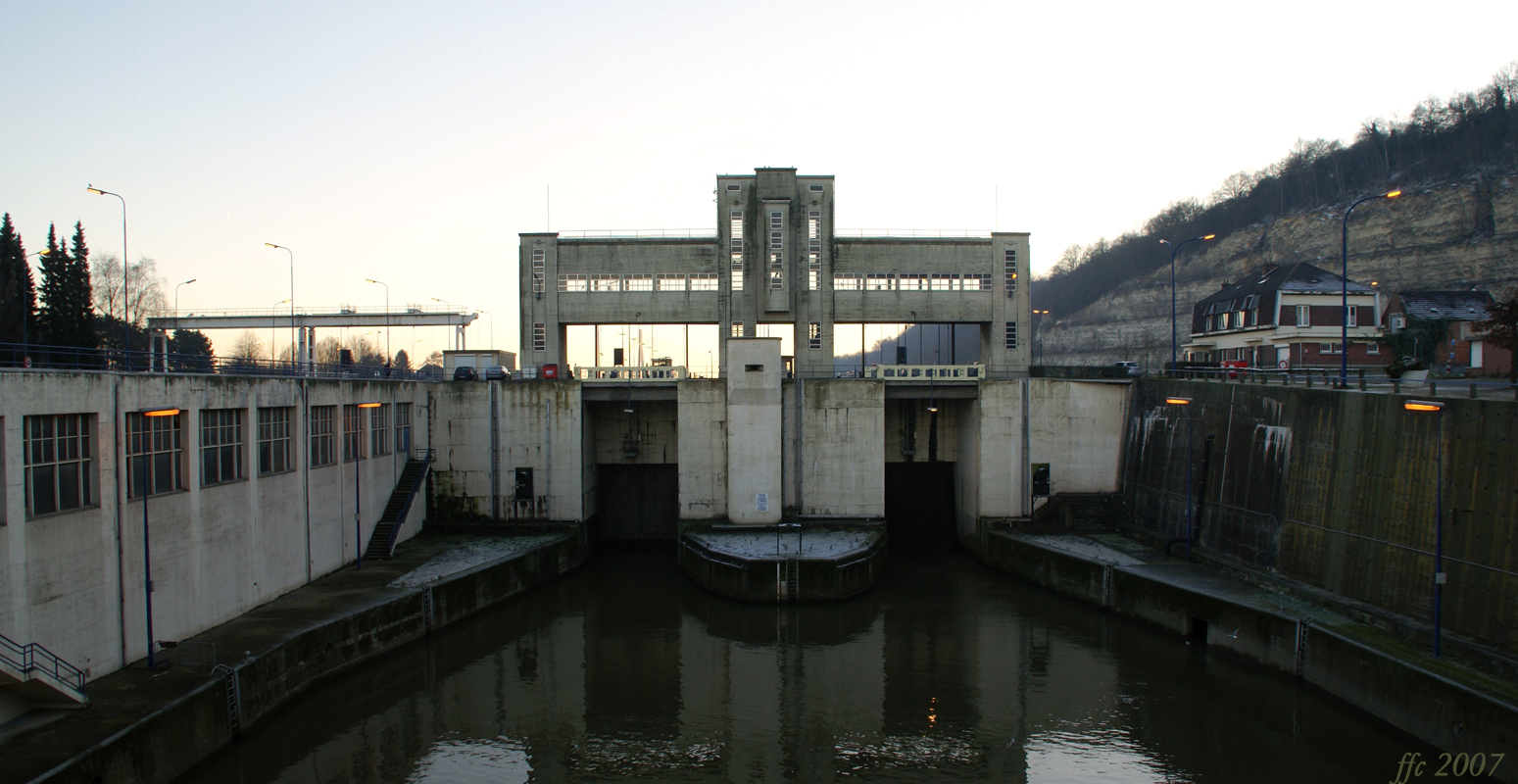
Les rescloses de 1936